# Michel Navratil
Vous lisez un « article de qualité » labellisé en 2014.
Pour les articles homonymes, voir Navratil.
Michel Marcel Navratil (plus simplement Michel Navratil, présenté en 1912 sous le surnom de « Lolo » et le pseudonyme d'« Hoffmann »), né 12 juin 1908 à Nice et mort 30 janvier 2001 à Saint-Clément-de-Rivière, est un rescapé français du naufrage du Titanic et professeur d'université en philosophie.
À l'âge de trois ans, le 10 avril 1912, il embarque sur le Titanic à Southampton, accompagné de son petit frère Edmond et de son père Michel. Ce dernier, tailleur à Nice d'origine slovaque et ayant découvert l'adultère de son épouse, avait décidé de refaire sa vie à Chicago. Il a subtilisé ses enfants à la garde de leur mère alors que le couple est en instance de divorce, et embarque avec eux sur le transatlantique Titanic. Les deux enfants, rescapés du naufrage après avoir été embarqués sans leur père dans le dernier canot de sauvetage, sont identifiés avec difficulté mais sont finalement réunis un mois plus tard avec leur mère. Michel Navratil obtient par la suite un doctorat en philosophie puis devient professeur à l'université de Montpellier.
Michel Navratil a acquis une certaine notoriété, d'abord parce que la presse s'est intéressée à cette affaire peu après le naufrage, dans la mesure où les Navratil étaient les seuls enfants rescapés n'ayant été réclamés par aucun parent. De plus, à partir des années 1980 et de la découverte de l'épave, Michel Navratil commence à prendre la parole en public et livre son témoignage, attirant de nouveau l’intérêt des médias. Enfin, parce qu'il est le dernier rescapé masculin du Titanic à mourir, et le dernier de nationalité française. Plusieurs livres ont été publiés afin de relater l'histoire de la famille, en particulier Les Enfants du « Titanic » écrit par Élisabeth Navratil, sa fille.

## Biographie

### Naissance et famille

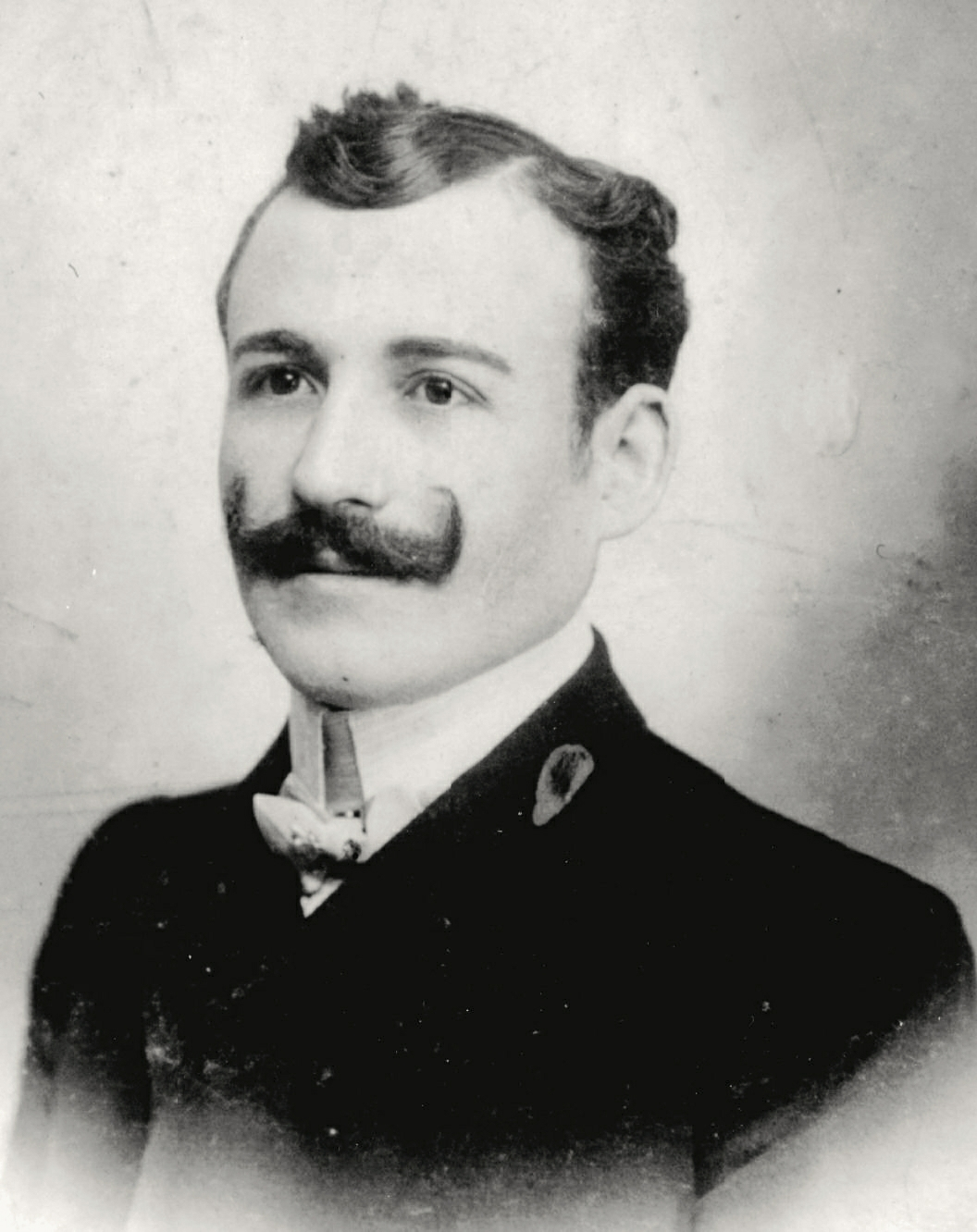
Michel Navratil (1880-1912), père de Michel et d'Edmond Navratil.

Michel Marcel Navratil est le fils de Michel Navratil et de Marcelle Navratil, née Caretto (ou Carretto, l'orthographe variant selon les sources). Son père, ressortissant hongrois à l'époque de la catastrophe du Titanic, nait en 1880 à Sereď, dans l'actuelle Slovaquie, à quarante kilomètres de Presbourg (Bratislava), de Michal Navrátil et Magdaléna Navrátilová. Il fait son apprentissage de tailleur à Vienne avant d'émigrer en France en 1902, à Paris tout d'abord, puis à Nice où il trouve une place de second tailleur. Brillant sujet, il ouvre dès 1907 à Nice une boutique de prêt à porter dont il dessine les modèles. Sa boutique de couture connaît un grand succès et la famille vit dans l'aisance.
Marcelle Caretto est née en 1890 à Buenos Aires et possède la double nationalité italienne et argentine. Son père et son frère, âgé de 4 ans, sont morts de la fièvre jaune dans la forêt vierge d'Amazonie où Caretto, ébéniste d'art, se procurait du bois précieux. Rentrée en France avec Angela, sa mère devenue veuve, Marcelle, âgée de deux ans, retourne à Turin, d'où est originaire la famille, puis y est scolarisée. Angela épouse ensuite en secondes noces Antonio Frattini, menuisier de son état, dont elle a quatre filles qui meurent toutes à la naissance. La famille émigre ensuite à Nice en 1906 où Marcelle, qui joue du piano et aimerait devenir chanteuse d'opéra, est mise contre son gré en apprentissage dans une boutique de tailleur où travaille Michel Navratil.
En 1907, Michel et Marcelle se marient à Londres (ils n'ont pas de papiers officiels et ne peuvent être mariés en France). Deux enfants naissent bientôt : Michel, le 12 juin 1908, et Edmond, le 5 mars 1910. Au cours de l'année 1910, Michel Navratil découvre que sa femme a une liaison avec l'un de ses meilleurs amis, Enrico (Henri) Rey di Villarey, parrain du petit Michel, et, profondément blessé, décide de se séparer d'elle en entamant une procédure de divorce. La garde des enfants est confiée à l'oncle de Marcelle qui les ramène chez leur mère.

### Sur leTitanic

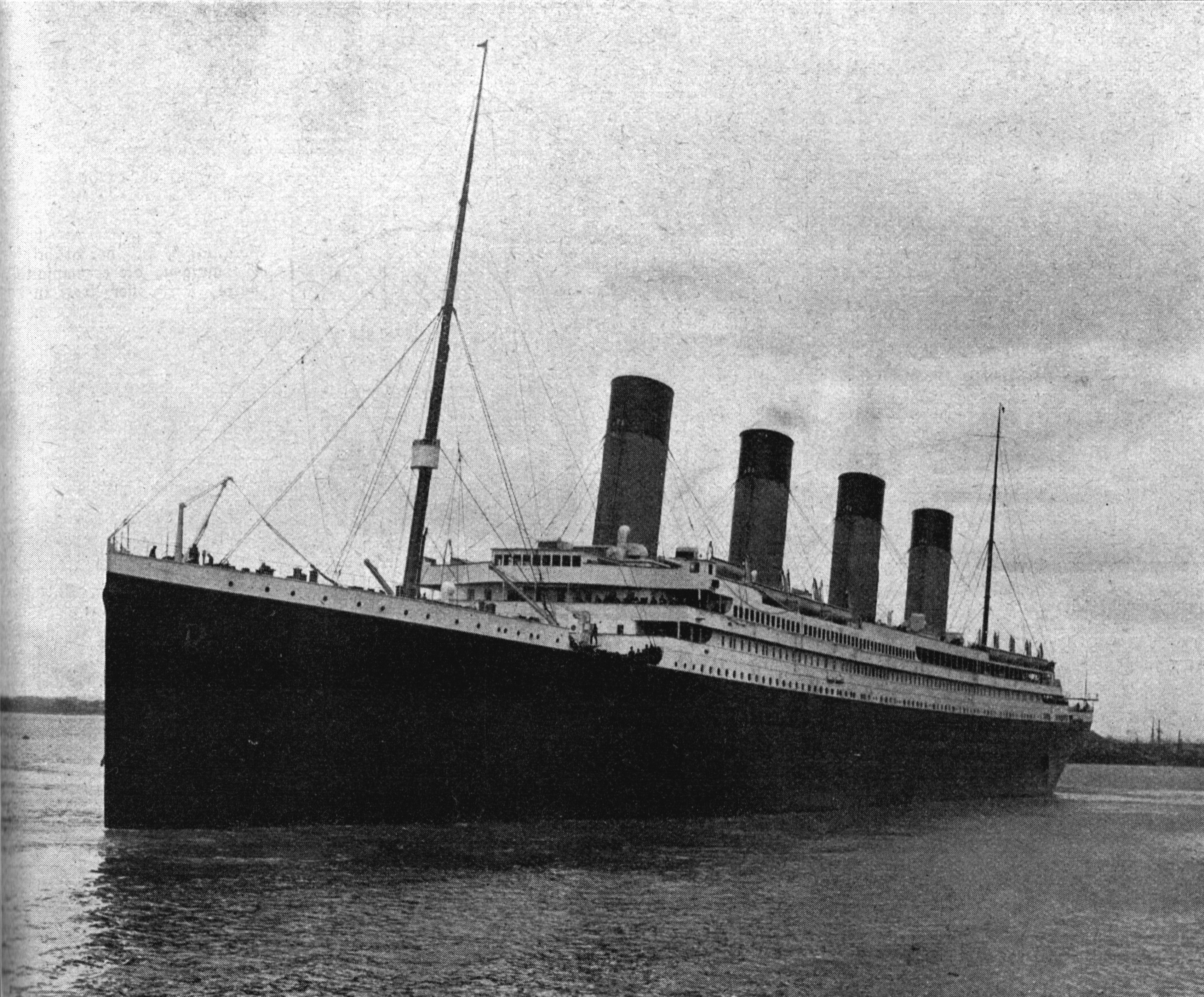
Le Titanic à Southampton le 10 avril 1912.

En avril 1912, après la vente, à son ami et collègue Louis Hoffmann, de sa boutique qu'il a négligée depuis la séparation d'avec Marcelle, Michel Navratil décide de partir avec ses deux enfants s'installer à Chicago, où une partie de sa famille a émigré, afin de recommencer une nouvelle vie. Il enlève ses enfants à leur mère (le couple est en instance de divorce) durant le week-end de Pâques, lors de son droit de visite, en expliquant simplement à ses enfants qu'ils déménagent et que leur mère les rejoindra ensuite. Ensemble, ils remontent la France en train, rejoignent l'Angleterre via Calais et embarquent le 10 avril 1912 à Southampton avec trois billets de deuxième classe achetés à Monte Carlo. La logique aurait voulu que les Navratil embarquent à Cherbourg où le Titanic fait une escale mais Michel choisit l'Angleterre afin d'éviter tout contrôle de la police française, tout comme il embarque sous un faux nom. Grâce au passeport qu'il a emprunté à Louis Hoffmann, il voyage sous ce pseudonyme ainsi que ses enfants. Le navire effectue alors son voyage inaugural à destination de New York. À bord du Titanic, Michel Navratil et ses fils occupent une cabine de deuxième classe, probablement située sur le pont F. Ils ne lient guère connaissance durant la traversée mais plusieurs témoins attestent de leur présence, comme Bertha Lehmann à qui Navratil a confié la surveillance de ses enfants alors qu'il jouait aux cartes avec des passagers,. Dans son livre-témoignage publié en mai 1912, Lawrence Beesley décrit également son après-midi du 14 avril, mentionnant les Navratil aperçus en train de jouer gaiement sur le pont promenade de deuxième classe. Il évoque ensuite le père des enfants, « qui leur est tout dévoué et ne les quitte jamais » avant d'ajouter que nul n'aurait pu soupçonner le drame familial qui se jouait pour eux.

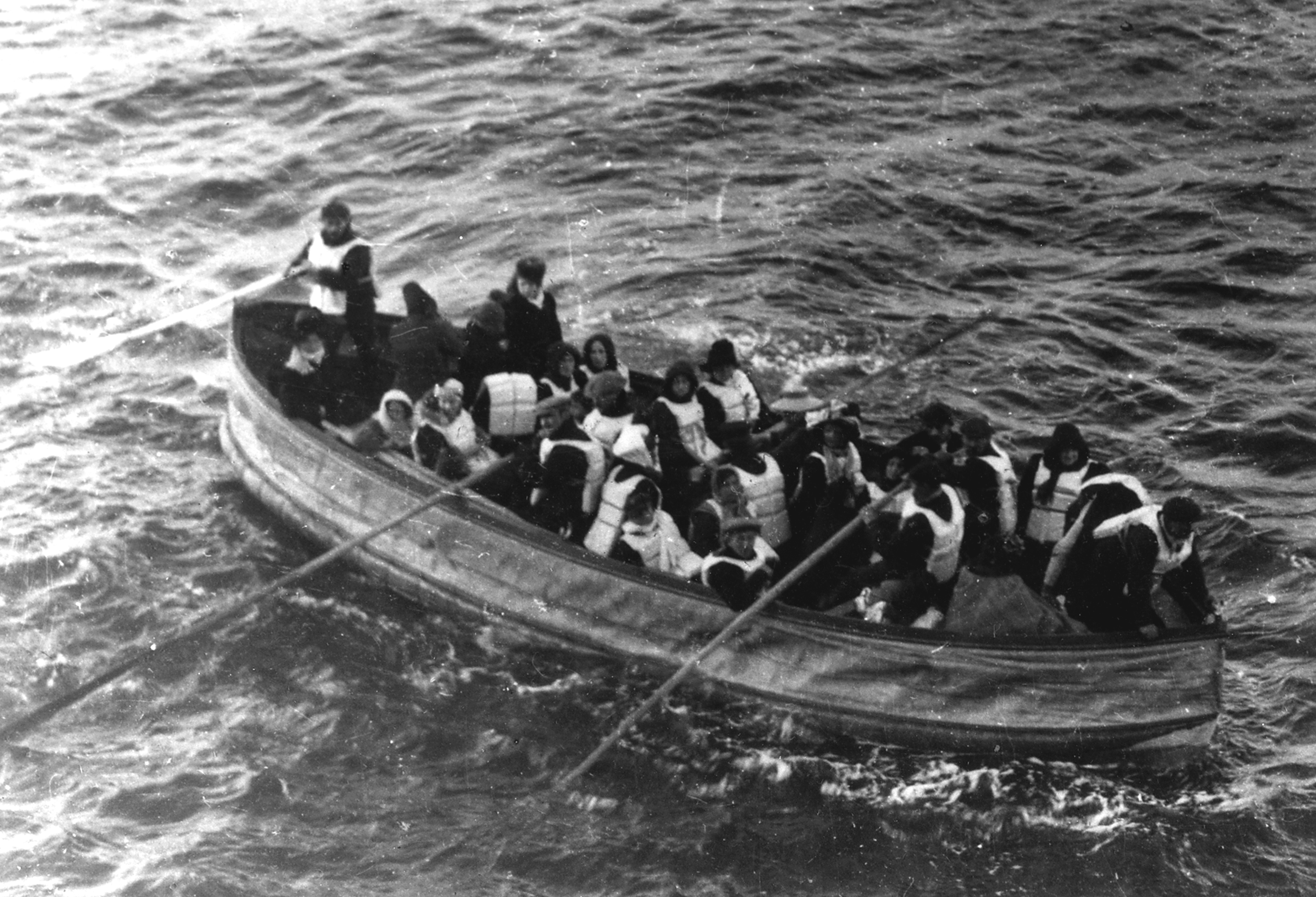
Le canot de sauvetage pliable D, où se trouvent les petits Navratil, approche du Carpathia.

Le 14 avril 1912, le Titanic heurte un iceberg à 23 h 40, et les premiers canots sont mis à l'eau à partir de 0 h 40, la plupart à moitié vides. Pour une raison inconnue, alors que l'emplacement des installations de deuxième classe offre un accès rapide aux embarcations et qu'il aurait pu mettre très tôt ses enfants en sécurité, Michel Navratil fait embarquer ses deux enfants au dernier moment, dans le canot pliable D, le dernier canot mis à la mer avec succès vers 2 h 5, et avec seulement une vingtaine de personnes à bord pour 47 places. Le deuxième officier Charles Lightoller forme une chaîne autour du canot avec des membres d'équipage afin d'éviter que des hommes y embarquent, les officiers à bâbord étant en effet plus stricts sur ce point que ceux de tribord et n'acceptant que les femmes et les enfants. Avant de quitter l’aîné de ses fils, Michel lui confie un message oral pour sa mère : « Tu lui diras que je l'aimais beaucoup et que je souhaitais la faire venir en Amérique quand nous serions installés ». Pendant ce temps, le canot commence à descendre vers la mer et Michel jette Lolo dans les bras tendus des passagers qui le recueillent, indemne. Le Titanic sombre vers 2 h 20.
Les deux petits Navratil sont ainsi les derniers des vingt-deux enfants de deuxième classe à être sauvés, sans que l'on ait d'indice expliquant pourquoi leur père tarda tant à les placer dans un canot. Selon le témoignage de Michel Navratil fils qui, malgré ses presque quatre ans, garde des souvenirs de cette nuit tragique, son père et un inconnu sont entrés dans leur cabine durant la nuit, les ont arrachés au sommeil, habillés de plusieurs couches de vêtements et conduits sur le pont supérieur à la recherche de canots où embarquer.
Le matin, vers 7 h 15, Michel Navratil Junior et son frère sont secourus par le Carpathia avec les quelque 700 autres rescapés du naufrage et sont hissés à bord du navire dans des sacs de toile. À bord, les deux enfants, qui parlent français, sont incapables de donner leurs noms : ils ne connaissent que leurs surnoms, Lolo et Monmon, et sont les seuls enfants à n'être réclamés par aucun parent. Ils sont alors pris en charge par des passagères, en particulier Eleanor Widener et Margaret Hays (ainsi que, peut-être, Madeleine Astor).

### Médiatisation et réunion familiale

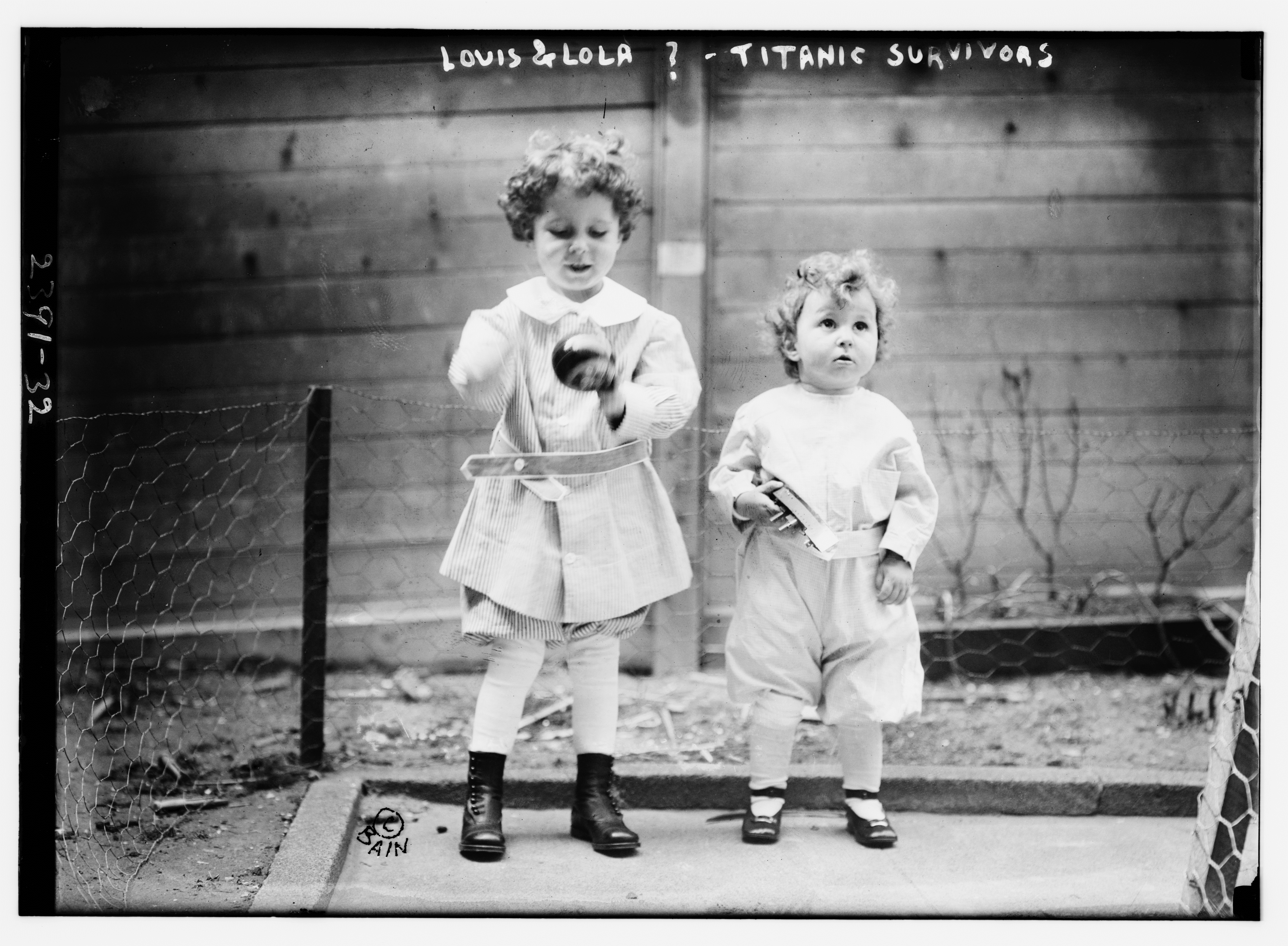
Une photo de Michel et Edmond Navratil parue dans de nombreux journaux, qui a sans doute aidé Rose Bruno à identifier ses neveux.

Le 18 avril 1912 vers 21 h 30, alors que le Carpathia arrive à New York, Michel et son frère ne sont toujours pas identifiés et attirent malgré eux l’intérêt des médias. La presse mondiale se passionne pour l'affaire des « Orphelins de l'Abîme » (surnom donné par la presse aux enfants Navratil). En effet, les deux petits ne connaissent que leurs surnoms de Lolo et Monmon, aussitôt déformés par les journalistes en Louis (sans doute parce que leur père décédé s'est fait inscrire sur la liste des passagers sous le nom de son ami, Louis Hoffmann), attribué à Michel, et Lolo, attribué à Edmond, leur origine demeurant un mystère.
Michel et Edmond passent leur première semaine à New York chez Margaret Hays qui est aidée par la Children Aid Society pour la recherche de leur mère (qui était restée à Nice). Les enfants sont interrogés par Étienne Lanel, le Consul général de France, qui a reçu des télégrammes de Marcelle par l'intermédiaire du consulat anglais de Nice. Il peut comparer les témoignages des enfants avec ceux de leur mère, qui se voit offrir par la White Star Line un aller-retour Cherbourg/New-York/Cherbourg sur le RMS Oceanic pour venir récupérer ses enfants. Ensuite, Margaret Hays confie Lolo et Monmon durant trois semaines à la famille Tyler qui loge à Elkins Park, près de Philadelphie, le grand domaine de leur tante, Eleanor Widener, qui pleure son mari et son fils, morts, comme le père des deux enfants, dans la catastrophe du Titanic. C'est elle qui a recommandé cette famille pour sa maîtrise du français. Or la gouvernante des enfants n'est autre que Rose Bruno, cousine germaine de Marcelle, dont la famille vit toujours à Nice (son père est l'oncle auquel le tribunal a confié la garde des enfants), qui ignore tout du rapt des enfants. C'est elle, sans doute, qui a dû aider à leur identification.
C'est en lisant un article de Nice-Matin paru le 21 avril que Marcelle Navratil apprend que deux petits garçons français non identifiés, rescapés du Titanic, probablement orphelins de leur père, attendent leur mère à New-York. Elle prend contact avec le Consul britannique à Nice qui s'adresse au Consul de France à New-York Étienne Lanel et au journal New York Herald, à l'origine de l'information. Afin de s'assurer que Marcelle est bien leur mère, des questions personnelles sont posées à la mère et aux enfants et comparées entre elles. Une photo des garçons est ensuite réclamée à Marcelle par le consulat de France afin que leur identité soit définitivement établie. Les retrouvailles entre la mère et ses fils ont lieu devant témoins à New York le 16 mai 1912. Tous trois regagnent la France deux jours plus tard, à bord du RMS Oceanic, après avoir donné des interviews à la presse,.
Leur père est porté disparu mais son corps est retrouvé cinq jours après le naufrage par le Mackay-Bennett, navire affrété par la White Star Line dans le but de récupérer les corps des naufragés afin qu'ils puissent être inhumés. Il est enterré le 15 mai sous le nom doublement erroné de « Louis Hoffman » (il s'appelle Michel Navratil et le nom usurpé à l'ami Louis s'orthographie Hoffmann) au cimetière juif Baron de Hirsch d'Halifax,, ce nom ayant conduit à penser qu'il était de confession israélite. Le document d'identification qui lui est attaché indique :

« Louis M. Hoffman
no 15. Âge estimé 36 ans. Cheveux et moustaches noirs. Vêtements : pardessus gris avec doublure verte, costume marron. Effets : porte-feuille, montre en or avec chaîne, porte-monnaie contenant 6 livres, reçu de l'agence Cook pour échange de billets, ticket, pipe dans un étui, pistolet (chargé), pièces clés, etc. Note du Charing Cross Hotel, chambre 126, avril 1912. »

— Avril 1912
Il faudra un long échange de correspondance entre Marcelle et les autorités de Halifax (deux ans) pour que son époux soit identifié officiellement en tant que Michel Navratil et la plaque de sa tombe remplacée.

### Jeunesse, carrière et fin de vie
Michel Navratil restera marqué toute sa vie par le naufrage. Selon ses propres paroles, il apprendra à vivre avec la mort dès son âge le plus tendre et ne la perdra jamais de vue. Cela influencera considérablement sa pensée philosophique. De retour en France, sa mère, qui refuse d'épouser Henri Rey di Villarey (qui veillera sur elle, de près ou de loin, jusqu'à sa mort) doit travailler pour les faire vivre. Elle est engagée à Tours comme artiste lyrique et donne des cours particuliers de piano, ne revenant à Nice que lors de ses périodes de congé. Ce sont donc les grands parents, Antonio et Angela Frattini née Bruno qui se chargent de leur éducation. Plus tard, ayant intégré l’École normale supérieure, Michel devient tuberculeux et doit se faire soigner dans un sanatorium du Valais, en Suisse, où il rencontre celui qui va devenir son meilleur ami, Gabriel de Retz. Tous deux échangent une correspondance régulière après que Michel, guéri au bout de deux ans, a regagné Paris. Toutefois, Gabriel s'éteint prématurément, victime de sa tuberculose. Entretemps, Michel a terminé ses études. Il a rencontré Charlotte Lebaudy sur les bancs de la Sorbonne où elle préparait comme lui l'agrégation de philosophie. Il enseigne la philosophie à Épernay, Alès, puis Gap, avant d'être nommé, à Paris, professeur de philosophie d'une classe préparatoire au lycée Henri-IV. Il aura trois enfants : Michèle née en novembre 1934, Henri en novembre 1936 et enfin Élisabeth en novembre 1943.
L'année suivante, enfin, il reçoit sa nomination à la Faculté des lettres de Montpellier où il occupe d'abord un poste de maître de conférence en philosophie avant d'obtenir la première chaire de psychologie. Il sera par ailleurs assesseur du doyen de la faculté. Il prend sa retraite avec plusieurs années d'avance dans le but de travailler à un nouvel ouvrage en compagnie de son épouse. Toutefois, Charlotte disparaît en trois mois, emportée par un cancer du pancréas, le 30 janvier 1970.
Après la découverte de l'épave du Titanic, en 1986, Michel Navratil acquiert soudain une nouvelle notoriété : il est devenu le dernier survivant masculin et le dernier survivant français du naufrage. Il attire ainsi de nouveau l’intérêt des médias internationaux. Jusque-là, il avait catégoriquement refusé de recevoir la presse. Cette découverte agit maintenant sur lui comme une délivrance, et il commence à pouvoir évoquer ses souvenirs. En 1987, il revient pour la première fois aux États-Unis, accompagné de son fils Henri, à Wilmington dans le Delaware, à l'occasion du 75e anniversaire du naufrage. Il y retourne l'année suivante, accompagné d'Élisabeth, avec d'autres survivants, à l'occasion de la convention de la Titanic Historical Society à Boston. En 1996, ainsi que deux autres survivantes, Eleanor Shuman et Edith Haisman, il se rend sur le site du naufrage où se déroulent des opérations de remontée à la surface de pièces du navire. Avant son retour en France, il se rend sur la tombe de son père en Nouvelle-Écosse (au Canada), pour la première et la dernière fois.
Son frère, Edmond Navratil, fait l'objet d'une médiatisation bien moindre. Après ses études d'architecture à Milan, il devient architecte, décorateur d'intérieur, puis entrepreneur de bâtiment à Lourdes, où il s'est marié et a eu deux filles, Françoise (née en 1936) et Thérèse (née en 1940). Engagé dans l'armée française durant la Seconde Guerre mondiale, il est fait prisonnier durant l'offensive allemande de 1940, puis parvient à regagner la France. Gardant des séquelles de cet emprisonnement, il meurt prématurément d'une crise cardiaque le 7 juillet 1953 à l'âge de 43 ans.

## Témoignage et publications
En 1998, après la mort de Louise Laroche et d'Eleonor Ileen Johnson, Michel fait partie des cinq derniers rescapés de la catastrophe, et des trois gardant encore en mémoire le naufrage. Malgré son âge tendre à l'époque du naufrage, il a gardé des souvenirs précis de son voyage à bord du Titanic.
À l'âge de treize ans, sa fille Élisabeth, perturbée par cette histoire mystérieuse de famille, que son père lui raconte pour la première fois, se promet de chercher plus tard à en reconstituer le fil. En 1976, Sydney Tyler rend visite à son père, à Montpellier, lors d'un voyage en ballon au-dessus de la France. Il est l'aîné des enfants Tyler dont les parents ont hébergé Lolo et Monmon à Elkins Park, près de Philadelphie, et il se souvient bien d'eux. Lorsqu'il rencontre Michel, il a déjà rassemblé toutes les sources dont il pouvait disposer afin d'écrire le récit du séjour des enfants à New-York après l'arrivée du Carpathia. Il s'ensuit une correspondance régulière entre eux, qui lui permet d'écrire le récit de cet épisode (publié en 1981 sous le titre A Rainbow, of Time and of Space). En 1988, Élisabeth Navratil décide alors de se mettre à son tour au travail, signe un contrat avec Hachette et écrit l'histoire de sa famille à bord du Titanic en consultant de nombreux ouvrages et des articles de presse de l'époque. Elle en fait le récit, romancé dans la mesure où il manque encore de nombreux chaînons dans cette histoire. L'activité des Navratil à bord du Titanic étant peu connue, cette partie est très romancée et certains personnages sont rajoutés pour donner plus de corps à l'histoire. Elle complète les lacunes par une reconstitution de ce qui lui semble pouvoir s'être passé lors de la catastrophe. La première version des Enfants du Titanic, parue en 1980 chez Hachette-Livres sous son nom d'épouse, Élisabeth Bouillon, contient des erreurs historiques et techniques, mais inclut le récit de l'arrivée de Michel Navratil senior à Nice, sa rencontre avec Marcelle, le mariage et la trahison de l'épouse qui décida Michel à émigrer à Chicago, éléments qui disparaîtront des éditions suivantes. Afin de respecter la volonté d'anonymat de son père en 1980, les Navratil y sont nommés Benedek.
La deuxième version des Enfants du Titanic, abrégée et actualisée, est publiée en 1998 chez Hachette-Jeunesse sous le nom d'Élisabeth Navratil. Elle est traduite en anglais (Survivors, O'Brien Press, Dublin), en grec et en slovaque. Les protagonistes peuvent ainsi y apparaître sous leur vrai nom, Michel Navratil ayant depuis 1986 livré ses témoignages en public. Une dernière édition parait en 2012 chez Hachette-Livres, revue et corrigée après les nouvelles recherches menées par l'auteur depuis la précédente publication. Ce nouvel ouvrage se veut plus proche de la réalité, et les événements liés à la famille Navratil sont souvent rapportés via des notes de bas de pages. La traversée des Navratil à bord du Titanic, elle, reste partiellement romancée.
Autour de cette histoire, un autre ouvrage de littérature jeunesse, Navratil d'Olivier Douzou et Charlotte Mollet, est édité au Rouergue, en 1996 puis en 2012. Il raconte l'histoire de Michel Navratil à la première personne, et laisse penser à un témoignage authentique, alors qu'il n'est qu'inspiré des récits du protagoniste, voisin de Charlotte Mollet qui l'a rencontré par hasard. Certaines des citations de l'ouvrage, prises pour authentiques, ont ensuite été reprises par de nombreux auteurs, notamment le constat supposé de Michel Navratil sur sa vie : « Je n'ai vécu que jusqu'à 4 ans. Depuis, je suis un resquilleur de vie, un grappilleur de temps, et je me laisse aller sur cet océan », qui est en réalité opposé au caractère de Navratil.
Quelques extraits de ses témoignages oraux ont été publiés en 1999 dans Titanic, témoignages de survivants, comprenant des archives sonores liées au Titanic, en français et en anglais,.

### Audiographie
- Michel Navratil, l'orphelin du Titanic, Autant en emporte l'histoire, 17 décembre 2017, France Inter [écouter en ligne]